# Domenico Mazzarella
Blahoslavený Domenico Mazzarella, řeholním jménem Modestino od Ježíše a Marie (5. září 1802, Frattamaggiore – 24. července 1854, Neapol) byl italský římskokatolický kněz a člen Řádu menších bratří. Katolická církev ho uctívá jako blahoslaveného.

## Život
Narodil se 5. září 1802 ve Frattamaggiore jako poslední z šestí dětí Nicoly Mazzarella a jeho manželky Teresy Esposito. Jeho otec pracoval na konopných polích a jeho matka byla tkadlena.
V dětství byl vzdělávan jeho matkou a poté nastoupil na farní školu baziliky sv. Sossia, kde také den po jeho narození byl pokřtěn. Dne 15. října 1810 přijal z První svaté přijímání. Farní kněz baziliky otec Francesco D'Ambrosio v něm vycítil potenciálem stát se knězem, proto promluvil s averským biskupem Agostinem Tommasim, který jej osobně pozval a povolil mu vstup do semináře. Stal se pomocníkem v katedrály v Averse a při oslavách otáčel listy liturgických knih. Po třech letech zemřel biskup Tommasi a s kombinací nedorozumění některých církevních představitelů musel opustit seminář. V listopadu roku 1821 se vrátil domů, ale i nadále nosil kleriku. Své dny trávil studiem a prací s konopím, ale touha po zasvěceném životě ho neopustila.
Začal navštěvovat konvent Santa Caterina d'Alessandria v Grumo Nevano, který patřil tzv. bosím františkánům (dnes zařazeni do Řádu menších bratří). Mladý muž se stal duchovním studentem otce Fortunata od Kříže a požádal o vstup do řádu. Po noviciátu přijal dne 3. listopadu 1822 v konventu Santa Maria Occorrevole v Piedimonte d'Alife (Piedimonte Matese) hábit a složil své sliby. Jako řeholní jméno přijal Modestino od Ježíše a Marie. Dále pokračoval ve své františkánské formaci a s ohledem na kněžství studoval filosofii v konventu Santa Lucia al Monte. Poté odešel do Grumo Nevana, kde začal studovat dogmatickou teologii. Byl přesunut do konventu San Pietro d'Alcántara (později San Pasquale al Granatello) v Portici. Roku 1827 byl v Grumo Nevana vysvěcen na jáhna. V této době navštívil konvent generální ministr řádu Giovanni da Capestrano, po seznámení s bratrem Modestinem se rozhodl být co nejdříve vysvěcen na kněze, což se stalo 22. prosince 1827. Po vysvěcení se stal kostelníkem v Marcianise. V letech 1831 až 1835 působil jako novicmistr v Portici a roku 1837 se stal kvardiánem kovnetu v Pignataro Maggiore. O rok později rezignoval post a stal se kostelníkem v konventu Santa Lucia al Monte v Neapoli a později odešel do Santa Maria della Sanità ve stejném městě.
Věnoval se hlásáním evangelia snadným a lidovým způsobem. Zvláštní pozornost věnoval vězňům v Granatello di Portici a Castel Capuano v Neapoli.
Choval velkou oddanost k Panně Marii. Často navštěvoval kostel svatého Sossia, kde uctíval obraz Madre del Buon Consiglio.
Lidé ho obdivovali pro jeho evangelický život a pro moc získat uzdravení od Boha, nazývali jej Ježíšem Kristem. Dne 11. prosince 1849 navštívil kostel Santa Maria alla Sanità papež Pius IX. Zde se seznámil s otcem Modestinem a nazval jej bláznem Panny Marie.
Když Neapol napadla vlna cholery, otec Modestino navštěvoval nemocné a staral se o ně. Oslaben neustálými půsty zemřel 24. července 1854 v Neapoli.

## Proces blahořečení
Jeho proces blahořečení byl zahájen 11. března 1891 v arcidiecézi Neapol. Dne 9. června 1983 uznal papež sv. Jan Pavel II. jeho hrdinské ctnosti.
Dne 23. prosince 1993 uznal papež zázrak uzdravení na jeho přímluvu. Blahořečen byl 29. ledna 1995.